# 斯賓塞·珀西瓦爾
斯賓塞·珀西瓦爾（英語：Spencer Perceval，1762年11月1日—1812年5月11日），英國政治家，於1809年至1812年出任英國首相，是歷史上唯一一位遇刺身亡的英國首相。

## 早年生涯
珀西瓦爾是約翰·珀西瓦爾，第二代埃格蒙特伯爵（John Perceval, 2nd Earl of Egmont）與他第二任妻子凱莎琳·康普頓所生的第二名兒子，在同一血緣的兄弟姊妹中排行第五，家族具有愛爾蘭血統。另外，他有七名同父異母的兄妹，全都是他的父親在第一段婚姻中所生。珀西瓦爾的父親是威爾斯親王腓特烈與英國君主喬治三世的顧問，關係十分密切，並曾經一度在內閣出任第一海軍大臣，但他在珀西瓦爾八歲的時候便與世長辭。
珀西瓦爾童年在倫敦查爾頓度過，其後先後入讀哈罗公学和剑桥大学的三一学院，並於1782年取得文學士資格。他在大學裡對聖公會的福音傳播運動留下了深刻的印象，影響到他日後成為一位《聖經》預言書的專家，並寫有不少小冊子，以發表他在預言書所找到的新發現。在1786年，珀西瓦爾成為律師，在英格蘭中部的巡迴裁判區當訟務律師，但初時顧客並不多，工作量不足，直至要靠家族本身的人際關係，情況才有所改善，及後，他更因為在一場偽造案的訴訟中勝出而聲名大噪。珀西瓦爾的母親也是出身於名門望族，這使他在1790年獲聘任為北安普敦郡的副特委法官，不久以後又被委任為專理破產事務的專員，此外，他又得到一份官方的掛名差事，在沒有實際的工作下，仍可得到高達119英鎊的年薪。珀西瓦爾曾代表皇室，分別在1792年和1794年負責對托马斯·潘恩和約翰·霍恩·托克（John Horne Tooke）提出起訴，他也曾經撰寫不少小冊子，支持對華倫·哈斯丁斯作出彈劾。另外，自1794年至1803年，他是倫敦與西敏義務輕騎兵隊的成員。
珀西瓦爾於1790年與珍·斯賓塞-威爾遜結婚，斯賓塞-威爾遜的父親是薩西克斯郡的一位地主，他對這場婚事十分反對，所以珍·斯賓塞-威爾遜是趁家人前往東格林斯特德（East Grinstead）旅行時與他秘密結婚的。兩人生有6名兒子與6名女兒。珀西瓦爾在1812年逝世後，他的妻子守寡達三十年。

## 投身政治

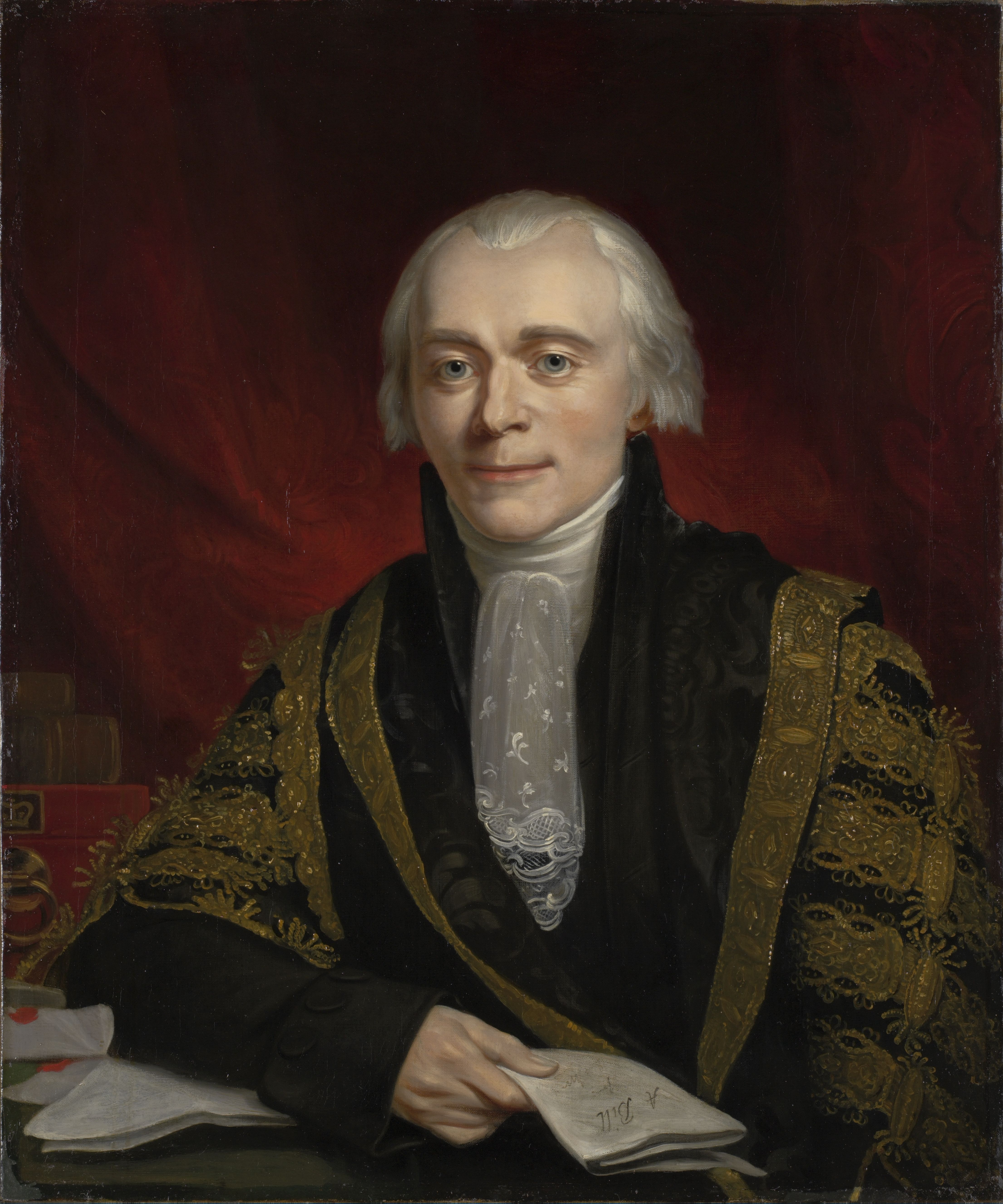
斯賓塞·珀西瓦爾

珀西瓦爾的哥哥阿登勳爵（Lord Arden）曾在小皮特的政府供職，連帶他也開始受到政界的注意。在1795年，他被推薦為愛爾蘭總督的首席秘書，但珀西瓦爾沒有打算從政而拒絕了這份差事。可是到了1796年，由於他未能繼承家族的遺產，他接受了提名參選代表北安普敦郡的下議院席位，並成功當選。同年，他又獲委任為御用大律師。在下議院，珀西瓦爾對查爾斯·詹姆斯·福克斯和政改方案作出了措辭強硬的猛烈批評，因而得到了小皮特的青睞，並考慮讓珀西瓦爾成為他的繼任人選。在1798年，他成為了軍械署的事務律師。
當愛爾蘭被正式併入大不列巔王國後，小皮特的政府因天主教解放之議題而垮台。然而，珀西瓦爾一向反對天主教，因此對小皮特的下台未有表示同情，並且在1801年獲引薦到阿丁頓的政府出任法律政策專員（Solicitor General），隨後於1802年晉升為律政司（Attorney General）。但是，珀西瓦爾與阿丁頓的政見並不一致，而且在外交事務上的分歧也相當大，所以他在法律事務上沒有作太多的發言，並常常以責罵的語氣替政府辯護。後來，小皮特在1804年重新擔任首相，珀西瓦爾獲得留任。在任內，他慫恿對激進分子提出起訴，又對有關流放罪犯到澳洲的法例進行改革。小皮特在1806年1月逝世，在喪禮上，珀西瓦爾是其中一位佩帶徽章的人士，反映他的地位日益重要。
小皮特逝世後，輝格黨的格伦维尔勳爵組成了所謂「賢能內閣」的聯合內閣，不過由於有福克斯的加入，所以珀西瓦爾成為了新政府的反對者，並發表不少有力的演說，抨擊「賢能內閣」。其中，珀西瓦爾對「賢能內閣」向愛爾蘭天主教讓步所作的強烈批評，更成為格伦维尔勳爵政府垮台的一大原因。
在1806年，威爾斯王妃因為涉嫌通姦而召開了聽證會，珀西瓦爾作為她的首席法律顧問，雖然無法避免她被裁定作出「下流和缺乏教養的表現」（grossly indelicate conduct），但他最後仍成功使威爾斯王妃和喬治三世和解。
1807年3月，「賢能內閣」垮台，波特蘭公爵與資深的托利黨黨員組成了一個不太穩固的聯合內閣，而珀西瓦爾則在新內閣出任財相、蘭卡斯特公爵領地總裁（Chancellor of the Duchy of Lancaster）及下議院領袖。但事實上，波特蘭公爵年事已高，身體狀況又不佳，故此他只是一位有名無實的首相，珀西瓦爾才是真正的領導者，他甚至早已經搬到唐寧街10號居住，並在1807年度的國會開幕典禮，替喬治三世撰寫演講辭。
當時拿破崙已征服了歐洲大部份地方，並開始對英國實施大陸封鎖政策，迫使丹麥等國就範，停止與英國的貿易往來，企圖對英國進行禁運和制裁。英國雖然已陷於外交孤立，但珀西瓦爾為了作出應對，除了先發制人地襲擊丹麥艦艇，爆發哥本哈根海戰外，又在1807年草擬了樞密令（Orders in Council），禁止中立國向拿破崙及其盟友進行貿易，以向丹麥對法國的投降進行報復。這份樞密令在同年11月11日提到國會，引發了激烈的辯論，但仍然在1808年3月11日通過。至於在1808年的2月，珀西瓦爾發表了財政預算案，戰爭支出高達£4千9百萬英鎊，但用作填補開支的軍餉、稅金和獎券收益卻大約只有£2千35萬鎊，結果政府要向外借款£8百萬鎊。
國內事務上，他曾支持了國內的威廉·威伯福斯，通過法案，成功廢除了奴隸貿易。而後來，約克公爵的情婦被揭發利用公爵在軍隊的統帥地位和薪金，私自賣官鬻爵，事件於1809年3月9日在國會進行了三天辯論，而珀西瓦爾本人主張撤去約克公爵的軍隊統帥頭銜，並在下議院發表了長達三小時的演說，抨擊約克公爵，結果約克公爵在數日後自動辭去軍隊統帥一職。
可是，這時的珀西瓦爾卻因為盲目地反對天主教，又反對對美勞斯學院（Maynooth College）發放政府資助，使政府與反對黨陷入了嚴重的分歧和持續的爭吵。此外，珀西瓦爾與喬治·坎寧又為了爭取成為下任首相而關係惡化，到了1809年8月，波特蘭公爵中風，更加快他們對首相職位的爭奪，最後，在卡斯爾雷子爵支持下，珀西瓦爾成功接替波特蘭公爵，出任英國首相。

## 首相與死亡
珀西瓦爾在1809年10月獲委任為首相，乔治三世曾讚揚到他是「我見過最爽直的人」（the most straightforward man I have even known）。可是，由於沒有得到喬治·坎寧的支持，使珀西瓦爾在組閣上出現了很大的困難，而他的內閣在後世也以缺乏重要和資深的政客著稱。例如，他曾邀請了六人出任財政大臣一職，但都遭到拒絕，結果要由自己兼任。他上任之時，英國經濟正陷於低谷，不少人認為他的任期不會很長，因此，不論是外交事務，抑或是經濟事務，珀西瓦爾的政府時常在下議院受到非難，使很多議案未能獲得通過(但英國的經濟始終在他的任內重新有復甦的跡象，他的政府也沒有垮台)。至於有關選舉改革的事務，他仍舊堅拒作任何讓步。
對法國長久的戰爭是反對黨批評新政府的另一大焦點，珀西瓦爾為此於1810年1月23日，即新一屆國會開幕後不久，發表了長篇演說，為開戰作出了有力的辯護。但是三日後，反對黨轉移對瓦爾赫倫長征（Walcheren Expedition）的大敗作出批評，結果反對黨以195票對186票之數擊倒珀西瓦爾，召開聽證會。期間，在1月28日，再多三個師被敵方逐個擊敗，而這些師更是珀西瓦爾的好友所統領，這使他的聲望進一步受打擊。到了3月31日，關於瓦爾赫倫長征的調查報告正式發表，英軍的其中四個師也同時在戰爭中險勝，但政府仍備受壓力，而軍械總局局長查塔姆勳爵（Lord Chatham）也決定了請辭。然而，雖然珀西瓦爾的政府瀕臨崩潰，但由於反對黨拒絕加入內閣，組成聯合內閣，使他的政府不至於垮台。
踏入1810年尾，喬治三世的精神狀況再次出現毛病，而且情況日益惡化，在當年12月19日，珀西瓦爾通知威爾斯親王，即將在國會提出《攝政法令》，讓他代理君職，但他的權力將會大大地受到限制。威爾斯親王知道後感到很憤怒，並計劃聯同反對派阻止議案通過，但是《攝政法令》依然在1811年2月4日得到通過。珀西瓦爾在當初感到自己陷入了困境，擔心新當上攝政王的威爾斯親王會支持輝格黨解散他的政府，但法案通過以後，他便感到放心得多，而且更拒絕了攝政王的建議，讓其他人加入內閣。期後，乔治三世的病況有初部改善的跡象，於是攝政王確認珀西瓦爾將仍舊出任首相。但是乔治三世的精神在不久以後便又陷入了完全錯亂崩潰的狀態。
到了1811年7月，持續的對外戰爭使國內出現明顯的通貨膨脹，但珀西瓦爾把紙幣列入法定貨幣，使財政危機得到化解。然而，攝政王在此時卻提出要求政府增加他的生活費，用作償還他的一大筆債務，這樣使攝政王和政府陷入了僵局，最後，珀西瓦爾游說攝政王，希望他接受一份皇室花費表（Civil List），而該表會列明政府資助皇室的每一樣事項。雖然總金額比攝政王的預期少，但攝政王仍然決定接受，這種機制更一直沿襲至今。

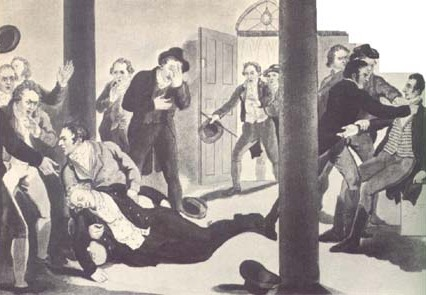
斯賓塞·珀西瓦爾1812年在下議院遇害的漫畫。

珀西瓦爾的內閣在1812年初出現了變動，政府因不少內閣成員的離開而受到打擊。在1月17日，一向支持攝政王的韋爾斯利勳爵（Lord Wellesley）辭去了外相一職，在1月31日，查理斯·菲力浦·約克（Charles Yorke）又以健康理由辭去第一海軍大臣的職務，實質卻是暗地裡卻轉而投靠了攝政王。結果，珀西瓦爾在2月7日與攝政王進行面談，商討是否與反對派組成聯合內閣，但會談後，反對派仍認為珀西瓦爾是首相的最佳人選。另外，在半島戰爭期間，珀西瓦爾對戰況十分關注，並常常對有關英軍將要落敗的言論，加以反駁。
珀西瓦爾在1807年頒布用作限制貿易的樞密令，到了1811年的冬天漸漸變得不受歡迎，期間更爆發了盧德分子發起的暴動，到處搗毀工廠機械。結果珀西瓦爾不得不在下議院召開聽證會解決。不幸地，在1812年5月11日，珀西瓦爾在前往出席聽證會的途中，在下午約五時於下議院的大堂遭一名叫約翰·貝林罕的商人開槍伏擊，珀西瓦爾的心臟被子彈穿過而斃命。事後，該名槍手聲稱早前曾在俄羅斯被軟禁，回國後向政府索償不遂，憤而刺殺首相。
珀西瓦爾的遺體安放在唐寧街10號停靈五日，供親人憑弔；下議院亦於槍殺案發生後的第二日，通過對珀西瓦爾的遺孀及子女發放恩恤金。他的遺體隨後在1812年5月16日落葬在倫敦東南部，查爾頓的聖路加教堂。

## 珀西瓦爾內閣
1809年10月至1812年5月
- 斯賓塞·珀西瓦爾：第一財政大臣、下議院領袖、財政大臣和蘭卡斯特公爵領地總裁
- 艾爾登勳爵：大法官
- 康登勳爵：樞密院議長
- 威斯特摩蘭勳爵：掌璽大臣
- 理查·賴德爾：內務大臣
- 巴瑟斯特勳爵：外務大臣和貿易委員會主席
- 利物浦勳爵：陸軍及殖民地大臣和上議院領袖
- 麥爾葛雷夫勳爵：第一海軍大臣
- 查塔姆勳爵：軍械總局局長
- 哈洛比勳爵：不管部大臣

### 變動
- 1809年12月，韋爾斯利勳爵接替巴瑟斯特勳爵出任外務大臣，巴瑟斯特勳爵繼續擔任貿易委員會主席。
- 1810年5月，梅德韋勳爵接替查塔姆勳爵出任軍械總局局長；第一海軍大臣由查理斯·菲力浦·約克接替。
- 1812年3月，卡斯爾雷勳爵接替韋爾斯利勳爵出任外務大臣。
- 1812年4月，西德默思勳爵接替康登勳爵出任樞密院議長，康登勳爵以不管部大臣的身份留在內閣。